# 胡敬 (永樂壬辰進士)
胡敬（1378年—？），字彥學，浙江杭州府仁和縣東里坊人，明朝政治人物。進士出身。

## 生平
應天府鄉試三十四名。永樂十年（1412年）壬辰科會試五十名，殿試登進士第三甲第十八名。

## 家族
曾祖胡慶。祖父胡成。父亲胡興祖。